# Eupithecia hypophasma
Eupithecia hypophasma är en fjärilsart som beskrevs av Louis Beethoven Prout 1913. Eupithecia hypophasma ingår i släktet Eupithecia och familjen mätare. Inga underarter finns listade i Catalogue of Life.